# Sarzbüttel
Sarzbüttel település Németországban, Schleswig-Holstein tartományban. Lakosainak száma 721 fő (2023. december 31.).

## Népesség
A település népességének változása:
| Lakosok száma | 615  | 695  | 692  | 702  | 725  | 721  |
|               | 1975 | 2017 | 2019 | 2021 | 2022 | 2023 |